# 아프리카 연합의 기

아프리카 연합의 기

2002년부터 2010년까지 사용된 기

아프리카 연합의 기는 2010년 1월 31일, 아디스아바바에서 열린 제 14회 총회에서 결정되었다.

## 상세
녹색 바탕에 아프리카 대륙 지도와 회원국을 나타내는 53개의 별이 그려져 있는 형태를 가지고 있다.

## 같이 보기
- 범아프리카색